# Брено Кореја
Брено Мартинс Кореја (порт. Breno Martins Correia; Салвадор, 19. фебруар 1999) бразилски је пливач чија ужа специјалност су трке слободним стилом на дистанцама од 100 и 200 метара. 

## Спортска каријера
Кореја је са успехом дебитовао на међународној пливачкој сцени 2017, на Светском првенству за јуниоре у Индијанаполису, где је пливао у финалним тркама на 100 и 200 слободно и у микс штафети на 4×100 слободно. Годину дана касније имао је успешан деби и у конкуренцији сениора, са освојених осам златних медаља на Јужноамеричким играма и Јужноамеричком првенству. 
У децембру 2018. освојио је титулу светског првака у трци штафета на 4×200 слободно на Светском првенству у малим базенима у Хангџоуу. Бразилска штафета, за коју су у том финалу поред Кореје пливали још и Мело, Сантос и Шефер, испливала је и нови светски рекорд у времену 6:46,81 минута. Пливао је и за штафету на 4×100 слободно која је освојила бронзану медаљу, док је појединачну трку на 200 слободно окончао на петом месту у финалу. 
На светским првенствима у великим базенима је дебитовао у корејском Квангџуу 2019, где се такмичио у пет дисциплина. Најбољи појединачни резултат је остварио у трци на 100 слободно коју је завршио на осмом месту у финалу, док је у трци на 200 слободно такмичење завршио на 17. месту у квалификацијама. Кореја је пливао у финалима све три штафетне трке у којима је наступио, на 4×100 слободно је био 6, на 4×200 слободно седми, и на 4×100 мешовито шести.
Недељу дана након светског првенства у Кореји по први пут је наступио на Панамеричким играма које су се те године одржале у Лими, где је освојио пет медаља, од чега две златне (у тркама штафета на 4×100 и 4×200 метара слободним стилом). 